# Samsung Galaxy Xcover 3
Il Samsung Galaxy Xcover 3 (codice modello: SM-G388F o R3) è uno smartphone Android di fascia bassa prodotto da Samsung, terzo modello della serie di dispositivi rugged (ossia con una particolare resistenza ad acqua, polvere, urti e cadute) Galaxy Xcover.

## Caratteristiche tecniche

### Hardware
Il Galaxy Xcover 3 è uno smartphone con form factor di tipo slate, misura 132.9 x 70.1 x 10 millimetri e pesa 154 grammi.
Il dispositivo è dotato di connettività GSM, HSPA, di Wi-Fi 802.11 b/g/n con Wi-Fi Direct e hotspot, di Bluetooth 4.0 con A2DP, di GPS con A-GPS e GLONASS, di NFC e di radio FM. Ha una porta microUSB 2.0 ed un ingresso per jack audio da 3.5 mm.
Il Galaxy Xcover 3 è dotato di schermo touchscreen capacitivo da 4,5 pollici di diagonale, di tipo PLS TFT, con aspect ratio 5:3 e risoluzione WVGA 480 x 800 pixel (densità di 207 pixel per pollice). La scocca è in plastica. La batteria agli ioni di litio da 2200 mAh è removibile dall'utente.
Il chipset è un Marvell Armada PXA1908, con CPU quad core (4 ARM Cortex-A53 a 1.2 GHz) e GPU Vivante GC7000. La memoria interna è di 8 GB, mentre la RAM è di 1.5 GB.
La fotocamera posteriore ha un sensore da 5 megapixel, dotato di autofocus e flash LED, in grado di registrare al massimo video in 720p a 30 fotogrammi per secondo, mentre quella anteriore è 2 megapixel.
Il dispositivo rispetta lo standard IP67, dunque è totalmente protetto dall'ingresso di polvere ed ha una resistenza all'acqua fino a 30 minuti di immersione ad un metro di profondità, rispetta anche lo standard militare MIL-STD-810G.

### Software
Il sistema operativo è Android, in versione 4.4.4 KitKat, aggiornabile a 5.0 Lollipop.
Ha l'interfaccia utente TouchWiz.